# Wasilij Szyszonkow
Wasilij Kuźmicz Szyszonkow (ros. Василий Кузьмич Шишонков, ur. 17 marca 1911 we wsi Kopasowo w guberni symbirskiej, zm. 13 października 1993 w Nowogrodzie Wielkim) – radziecki polityk, działacz partyjny.

## Życiorys
W 1929 ukończył technikum rolne w Uljanowsku i został technikiem rolnym i topografem w truście gospodarki rolnej w Samarze, 1932-1935 odbywał służbę w Armii Czerwonej. Należał do WKP(b). Od 1935 do 1939 studiował w Kujbyszewskim Instytucie Inżynieryjno-Budowlanym, a 1939-1941 w Wyższej Szkole Partyjnej przy KC WKP(b), po czym w 1941 został pomocnikiem I sekretarza Komijskiego Komitetu Obwodowego WKP(b), później do 1945 kierował Wydziałem Przemysłowym tego komitetu partii. W latach 1945–1947 był II sekretarzem Komitetu Miejskiego WKP(b) w Syktywkarze, 1947-1952 I zastępcą przewodniczącego Rady Ministrów Komijskiej ASRR. Następnie pracował w Moskwie jako instruktor Wydziału Partyjnych, Związkowych i Komsomolskich Organów KC WKP(b)/KPZR, a 1954-1960 w Nowogrodzie Wielkim jako jeden z sekretarzy Komitetu Obwodowego KPZR, w 1960 został przeniesiony do Kazachskiej SRR jako zastępca przewodniczącego Biura KC KPK ds. obwodów rolniczych. Od grudnia 1960 do lutego 1961 był sekretarzem Krajowego Komitetu KPK w Celinogradzie, od lutego 1961 do 1962 I sekretarzem Komitetu Obwodowego KPK w Pawłodarze, następnie przeszedł na emeryturę. Później pracował w obwodowym komitecie kontroli ludowej i był przewodniczącym obwodowej rady weteranów wojny i pracy w Nowogrodzie Wielkim. Był odznaczony Orderem Wojny Ojczyźnianej II klasy i Orderem Czerwonego Sztandaru Pracy.